# Водоваджа
42°31′ пн. ш. 18°25′ сх. д. / 42.51° пн. ш. 18.42° сх. д.
Водоваджа (хорв. Vodovađa) — населений пункт у Хорватії, у Дубровницько-Неретванській жупанії у складі громади Конавле.

## Населення
Населення за даними перепису 2011 року становило 190 осіб.
Динаміка чисельності населення поселення: